# San Antonio del Llano
San Antonio del Llano är en ort i Mexiko.   Den ligger i kommunen San José Iturbide och delstaten Guanajuato, i den centrala delen av landet, 220 km nordväst om huvudstaden Mexico City. San Antonio del Llano ligger 2 079 meter över havet och antalet invånare är 110.
Terrängen runt San Antonio del Llano är platt västerut, men österut är den kuperad. Runt San Antonio del Llano är det ganska tätbefolkat, med 120 invånare per kvadratkilometer. Närmaste större samhälle är San José Iturbide, 9,2 km söder om San Antonio del Llano. Trakten runt San Antonio del Llano består till största delen av jordbruksmark.